# Burning Man
англ. «Burning Man» (МФА: 'bɝnɪŋо файле МФА: mænо файле «Горящий человек») — ежегодное мероприятие, проходящее в пустыне Блэк-Рок в штате Невада на западе США. Событие начинается в последний понедельник августа в 00:00 и длится восемь дней. Последний день приходится на День Труда, официальный праздник, отмечаемый в США в первый понедельник сентября, выходной день для большинства организаций. Кульминация происходит в субботу после заката, когда сжигают огромную деревянную статую человека.
Сами организаторы определяют событие как эксперимент, но не фестиваль, по созданию сообщества радикального самовыражения, при этом полностью полагающегося только на себя (англ. radical self-expression, and radical self-reliance). На неделю в пустыне устанавливаются произведения современного искусства, часто фантастических форм. Некоторые из них сжигаются создателями до окончания «Burning Man». Там ездят сотни «мутированных» машин (англ. mutant vehicles) самого невероятного вида, многие участники ходят в костюмах персонажей из произведений искусства и культуры, зверей, предметов и так далее. Приехавшие в пустыню артисты дают выступления, популярны различные танцы. На нескольких танцполах круглосуточно работают диджеи. Вместе с тем, каждый участник ответственен за своё жизнеобеспечение (питание, воду, защиту от жары, ветра, холода, место для ночлега и так далее) и очистку пустыни от каких-либо следов своего пребывания; обо всём этом надо позаботиться заранее.
Фестиваль «Горящий человек», родился благодаря поездкам в пустыню «Зонального общества» 1986 года, появившегося благодаря фильму Андрея Тарковского «Сталкер» 1979 года. Впоследствии круг участников фестиваля расширился и переместился в пустыню в штате Невада.

## Принципы события
Событие Burning Man не имеет одной выделенной цели своего проведения. В большей мере событие создаётся самими бёрнерами (англ. burners - буквально: жгущими) — рядовыми участниками, которые призываются к выражению сообщества, искусства (в виде так называемых инсталляций), абсурдности, декоммодитизации (англ. decommoditisation, коммодити - это безликий товар),  и общего веселья. Организаторы призывают к активному участию в событии, посещение события в качестве наблюдателя не одобряется.
На Burning Man невозможно что-либо купить, кроме льда и наркотиков (по состоянию на 2023 отказались и от продажи кофе, выручка от которого шла на гранты художникам). Функционирует зона на экономике подарков, потлача, все предметы тут — еду, напитки или даже одежду — принято даже не обменивать, а безвозмездно дарить. Один из основателей события Ларри Харви объяснил это так: «„Burning Man“ — это семейный пикник. Вы же не будете что-то продавать своим, вы просто поделитесь».
Декларируется 10 основных принципов:
1. Радикальное принятие (инклюзивность, открытость для всех)
2. Дарение
3. Отказ от предпринимательства, спонсорства, рекламы

Эмблема события Burning Man

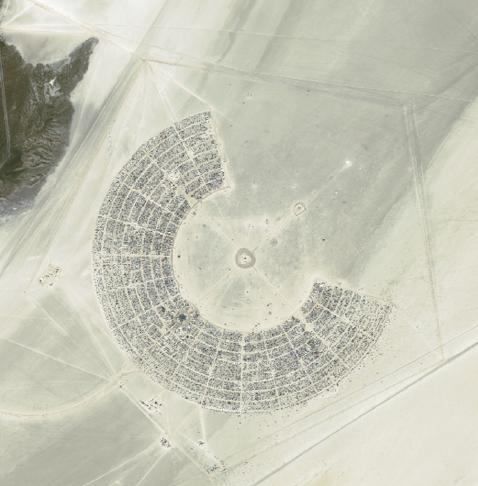
Спутниковый снимок территории события в 2005 году

4. Радикальная самодостаточность
5. Радикальное самовыражение
6. Общественные усилия
7. Гражданская ответственность
8. Не оставляй следа
9. Участие
10. Здесь и сейчас

## Статистика события
| Год  | Тема | Количество участников |
| ---- | --- | --------------------- |
| 1986 | Без темы | 20                    |
| 1987 | Без темы | 80                    |
| 1988 | Без темы | 150—200               |
| 1989 | Без темы | >300                  |
| 1990 | Без темы | 500                   |
| 1991 | Без темы | 250                   |
| 1992 | Без темы | 600                   |
| 1993 | Без темы | 1000                  |
| 1994 | Без темы | 2000                  |
| 1995 | Good and Evil (рус. Добро и Зло)                                                                               | 4000                  |
| 1996 | The Inferno (Инферно)                                                                                          | 8000                  |
| 1997 | Fertility (Плодородие)                                                                                         | 10 000                |
| 1998 | Nebulous Entity (Туманная сущность)                                                                            | 15 000                |
| 1999 | Wheel of Time (Колесо времени)                                                                                 | 23 000                |
| 2000 | The Body (Тело)                                                                                                | 25 400                |
| 2001 | Seven Ages (Семь веков)                                                                                        | 25 659                |
| 2002 | The Floating World (Плавающий мир)                                                                             | 28 979                |
| 2003 | Beyond Belief (За пределами веры)                                                                              | 30 586                |
| 2004 | The Vault of Heaven (Небосвод)                                                                                 | 35 664                |
| 2005 | Psyche — The Conscious, Subconscious & Unconscious (Психика — сознательное, подсознательное и бессознательное) | 35 567                |
| 2006 | Hope and Fear: The Future (Надежда и страх: будущее)                                                           | 38 989                |
| 2007 | The Green Man (Зелёный человек)                                                                                | 47 366                |
| 2008 | American Dream (Американская мечта)                                                                            | 49 599                |
| 2009 | Evolution (Эволюция)                                                                                           | 43 435                |
| 2010 | Metropolis (Столица)                                                                                           | 50 504                |
| 2011 | Rites of Passage (Обряды)                                                                                      | 53 963                |
| 2012 | Fertility 2.0 (Плодородие 2.0)                                                                                 | 52 385                |
| 2013 | Cargo Cult (Культ Карго)                                                                                       | 69 613                |
| 2014 | Caravansary (Караван-сарай)                                                                                    | 65 922                |
| 2015 | Carnival of Mirrors (Карнавал зеркал)                                                                          | 67 564                |
| 2016 | DaVinci’s Workshop (Мастерская Да Винчи)                                                                       | 67 290                |
| 2017 | Radical Ritual (Радикальный ритуал)                                                                            | 69 493                |
| 2018 | I, Robot (Я, робот)                                                                                            | 71 462                |
| 2019 | Metamorphoses (Метаморфозы)                                                                                    | 80 000                |
| 2020 | Multiverse (Мультивселенная)                                                                                   | Отменён               |
| 2021 | Первоначально — Terra Incognita, окончательная — The Great Unknown (Великое неизвестное)                       | Отменён               |
| 2022 | Waking Dreams (Мечты наяву)                                                                                    | 75,069                |

## В популярной культуре
- Значительная часть действия 7-й серии «Blazed and Confused» 26-го сезона мультсериала «Симпсоны» происходит на фестивале.
- В сериале «Малкольм в центре внимания» также была серия, посвящённая событию Burning Man.
- В фильме «Девушка из песни», чтобы добиться любви страстной импульсивной девушки, молодой музыкант отправляется в пустыню Невада на фестиваль Burning Man.
- Действие рассказа Чака Паланика «Тусовщик» происходит на фестивале.
- В компьютерной игре «Watch Dogs 2» действие одной из миссий происходит на вымышленном фестивале «Swelter Skelter», который копирует Burning Man.
- В мультсериале "Южный парк" была серия "Енот против Енота и друзей", где Картман хитростью подчиняет Ктулху, чтобы тот выполнял его приказания, одним из которых являлось уничтожение Burning Man[23].